# Раскай, Анель
Анель Раскай (алб. Anel Rashkaj; 19 августа 1989 года, Призрен) — косоварский футболист, играющий на позиции полузащитника. Выступает за клуб «Эргрюте».

## Клубная карьера
Анель Раскай начал заниматься футболом в команде «Лирия» из его родного города Призрена. В возрасте 14 лет он вместе со своей семьёй переехал в шведский город Хальмстад, где продолжил играть в футбол в местном клубе «Лейкин». Однако уже через нескольких месяцев он перешёл в местный «Хальмстад». В 2007 году он дебютировал за основную команду клуба в чемпионате Швеции в выездном матче против клуба «Кальмар», заменив Мартина Фриброкка. Произошло это всего через несколько дней после его 18-летия.
Перед стартом сезона 2008 Раскай был окончательно переведён из молодёжной в основную команду «Хальмстада». В основном Раскай играл роль левого вингера. В 2009 году Раскай и Майкл Герлиц был единственными игроками команды, сыгравшими во всех играх чемпионата (30 матчей). Раскай также принимал участие во всех остальных играх клуба в том году: 2 кубковых и 15 товарищеских, став единственным футболистом клуба, сыгравшим во всех матчах «Хальмстада» в 2009 году. В том же сезоне Раскай забил и свой первый гол, отличившись в ворота «Кальмара».
С назначением испанца Хосепа Клотета главным тренером «Хальмстада» и прихода в команду целого ряда испанских полузащитников перед началом чемпионата 2011 года Раскай вскоре стал игроком ротации. Однако в середине сезона из-за плохих результатов испанец был уволен, а Раскай вернул себе место в стартовом составе команды. «Хальмстад» же по итогам чемпионата не сумел сохраните место в элитной лиге.
После окончания сезона 2011 года несколько игроков «Хальмстада» решили покинуть клуб, Анель Раскай был среди них, так как его контракт с клубом закончился. Ходили слухи о его возможном переходе в «Эребру» и «Кальмар».
30 января 2012 года стало известно о подписании Раскаем контракта с норвежским клубом «Саннес Ульф», тогдашним новичком Типпелиги, сроком на один год.

## Карьера в сборной
Анель Раскай дебютировал за сборную Косова 17 февраля 2010 года в домашнем товарищеском матче против сборной Албании.

## Статистика выступлений

### В сборной
| Матчи и голы Анеля Раская за сборную Косова | Матчи и голы Анеля Раская за сборную Косова | Матчи и голы Анеля Раская за сборную Косова        | Матчи и голы Анеля Раская за сборную Косова | Матчи и голы Анеля Раская за сборную Косова | Матчи и голы Анеля Раская за сборную Косова | Матчи и голы Анеля Раская за сборную Косова |
| №                                           | Дата                                        | Место проведения                                   | Соперник                                    | Счёт                                        | Голы                                        | Соревнование                                |
| ------------------------------------------- | ------------------------------------------- | -------------------------------------------------- | ------------------------------------------- | ------------------------------------------- | ------------------------------------------- | ------------------------------------------- |
| 1                                           | 17 февраля 2010                             | Городской стадион, Приштина                        | Албания                                     | 2:3                                         | —                                           | Товарищеский матч                           |
| 2                                           | 5 марта 2014                                | Олимпийский стадион Адем Яшари, Косовска-Митровица | Гаити                                       | 0:0                                         | —                                           | Товарищеский матч                           |
| 3                                           | 21 мая 2014                                 | Олимпийский стадион Адем Яшари, Косовска-Митровица | Турция                                      | 1:6                                         | —                                           | Товарищеский матч                           |
| 4                                           | 7 сентября 2014                             | Городской стадион, Приштина                        | Оман                                        | 1:0                                         | —                                           | Товарищеский матч                           |

Итого: 4 матча / 0 голов; national-football-teams.com.